# Hôpital Montecelo
L'hôpital Montecelo est un hôpital public de la ville de Pontevedra (Espagne). Il est situé dans la paroisse civile de Mourente, et a été inauguré en 1973. Il s'agit d'un hôpital général, offrant toutes ou presque toutes les spécialités médicales et chirurgicales. Il fait partie du centre hospitalier universitaire de Pontevedra.

## Histoire et description
Le bâtiment principal, construit en 1972 et inauguré le 25 novembre 1973, avait une superficie de 20 000 mètres carrés. Il a été ouvert au public sous le nom de résidence sanitaire de la sécurité sociale de Montecelo. Son mentor a été le Pontevedrien Gonzalo Cabanillas Gallas, qui était subdélégué général de l'Institut national de la sécurité sociale.
L'hôpital a été officiellement inauguré par le ministre du Travail Licinio de la Fuente le 8 mai 1974. Il comptait 200 médecins, dont certains venaient d'hôpitaux universitaires tels que La Paz à Madrid et La Fe à Valence. Des spécialités qui n'existaient pas jusqu'alors à l'hôpital provincial de Pontevedra ont été introduites, comme la physiologie clinique et la rééducation, et ont permis de séparer la médecine interne des spécialités de médecine digestive, de cardiologie et de radiologie.
Il a été rénové et agrandi par les architectes Julián Arranz Ayuso, Aurelio Botella Clarella, Joaquín Vaamonde Pradas et Antonio Alonso Taboada entre 1987 et 1990.

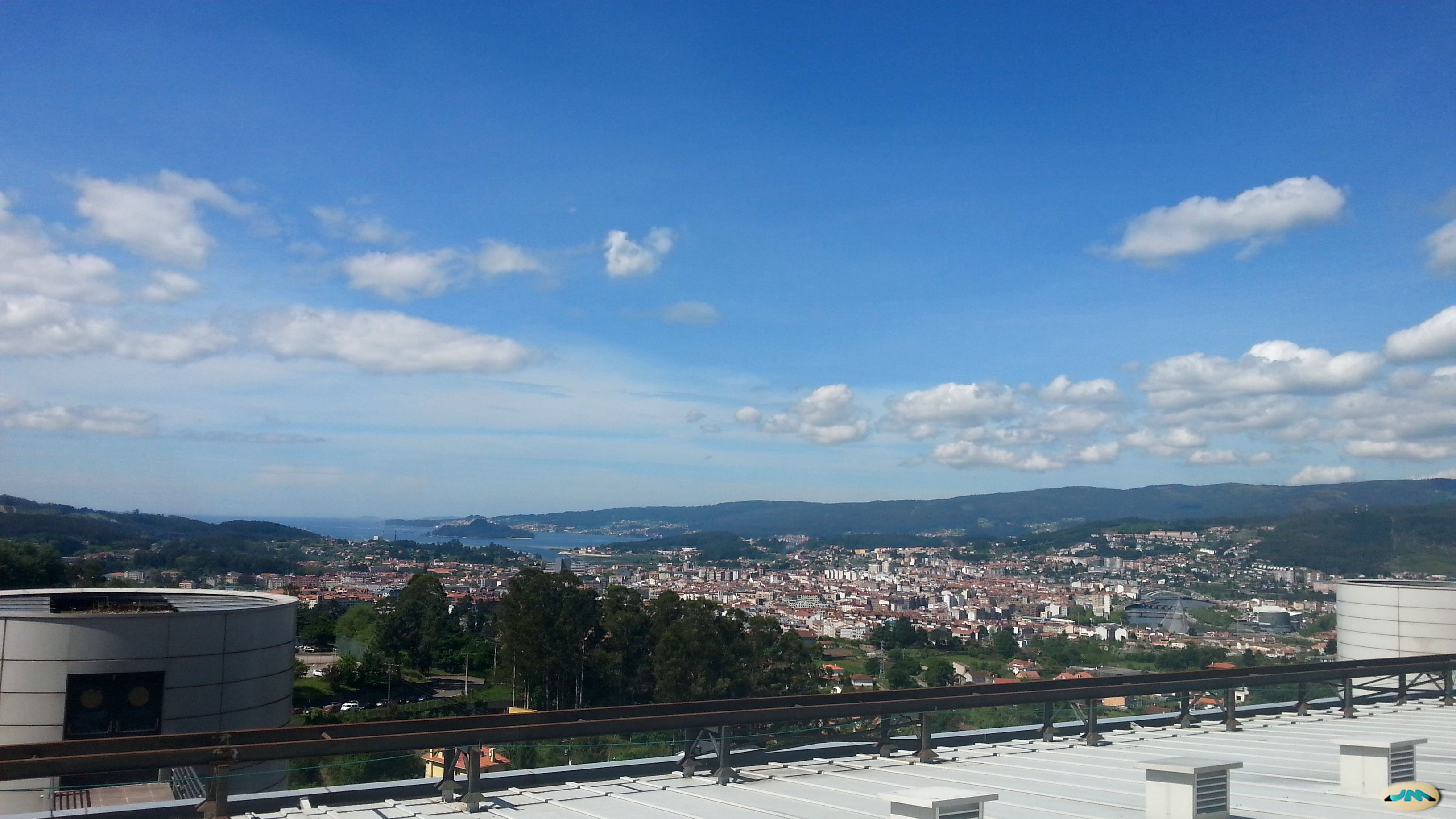
Vue sur la ville, la ria de Pontevedra et l'île de Tambo depuis le 4ème étage de l'hôpital.

L'hôpital Montecelo a connu son plus grand agrandissement entre 1997 et 2001, réalisé par le cabinet d'architectes Aidhos Arquitectura, dans lequel un nouveau bâtiment annexe a été construit et deux étages ont été ajoutés au bâtiment principal inauguré en 1973.
Depuis 2012, lorsque le centre hospitalier de Pontevedra est devenu le Centre Hospitalier Universitaire de Pontevedra, les étudiants en médecine de la faculté de médecine de Saint-Jacques-de-Compostelle peuvent y passer les dernières années de leur formation clinique.
Le bâtiment principal compte 8 étages

## Accessibilité
L'hôpital Montecelo est desservi par la ligne 2 (bleue) du service de transport urbain par bus de la ville.

## Nouvel hôpital Grand Montecelo
La Xunta de Galice a lancé en 2020 la construction d'un nouvel hôpital pour la ville de Pontevedra et son bassin de santé de 300 000 habitants,, avec plus de spécialités que l'actuel hôpital Montecelo, notamment la radiothérapie, la médecine nucléaire et les soins intensifs néonatals et pédiatriques, et une capacité de 724 lits. Le nouvel hôpital de référence de 10 étages qui sera ajouté aux bâtiments de l'hôpital existant s'appellera Grand Montecelo,.